# Att välja med fötterna
Att välja med fötterna eller att rösta med fötterna är metaforiska uttryck för att uttrycka sitt missnöje genom att lämna ett sammanhang (sluta rösta på ett give parti istället för att kryssa för favoritkandidaterna, lämna en arbetsgivare eller bostadsområde istället för att försöka få gehör för förbättringar) istället för att försöka påverka det.